# Рамонь (станция)
Рамонь — железнодорожная станция Юго-Восточной железной дороги на 17 километре линии Графская—Рамонь. Расположена на левом берегу реки Воронеж одноимённого посёлка городского типа Рамонь Рамонского района Воронежской области.

## Описание
Является конечной для пригородных электропоездов, следующих со станций Воронеж-1, платформа Плехановская и Графская. Имеет 4 пути. В здании железнодорожного вокзала располагается отделение Почты России.
По понедельникам, средам и пятницам между Воронежем и Рамонью курсируют три поезда, по вторникам, четвергам, субботам и воскресеньям — два. Электропоезд до станции Графская совершает рейс один раз в день по выходным и праздничным дням. Также в эти дни курсирует экскурсионный состав на паровозной тяге «Графский поезд» сообщением Воронеж-1 — Графская — Рамонь.

## Фотографии

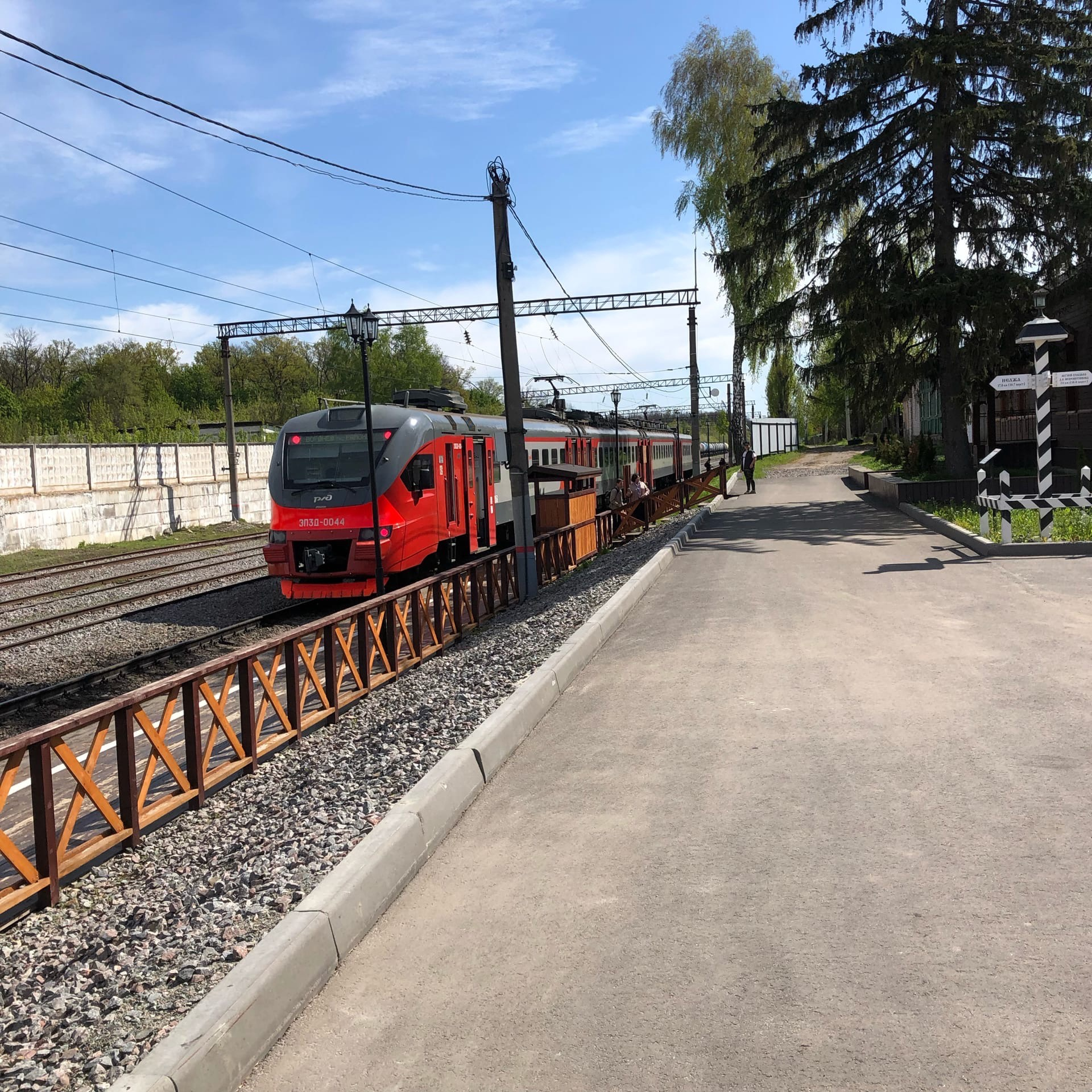
ЭП3Д-0044 на станции Рамонь